# 塞普·德鲁弗
塞普·德鲁弗（Sepp De Roover，1984年11月12日—）是一名比利時足球運動員，現效力荷甲球隊格羅寧根，擔任右後衛。